# Арабський легіон
Арабський легіон (араб. الجيش العربي аль-джейш аль-арабі, букв. Арабська армія) — регулярна армія Трансйорданії, а потім Йорданії в 1920—1956 рр. Легіон був заснований в 1921 році як поліційний військовий підрозділ британським полковником Фредеріком Джерардом Піком у Трансйорданії, на той час еміраті Британського мандату, а пізніше незалежному Хашимітському королівстві Йорданії. Легіон був головним інститутом розвитку йорданської держави і ключовим фактором забезпечення центральної державної влади в країні. Під час арабо-єврейської війни за Палестину 1947—1949 Легіон захопив Західний берег річки Йордан і Східний Єрусалим. Після звільнення британських офіцерів 1956 року, Легіон офіційно став йорданською армією.

## Історія створення

### Резервний мобільний підрозділ
Під час Першої світової війни Велика Британія захопила значну частину колишніх провінцій Османської імперії. Територія сучасної Йорданії була малонаселена, економічно дуже слабо розвинена, за відсутності державного керування в ній панував племінний правовий устрій. 1920 року за дорученням верховного комісара Палестини на цій території було засновано Резервний мобільний підрозділ з 150 осіб під командуванням капітана Фредеріка Піка. Підрозділ мав поліційні функції і складався з двох загонів: мобільний загін кількістю 100 осіб для охорони дороги з Палестини до Аммана та загін з 50 осіб, розташований в Ель-Карак, призначений для підтримки британського окружного офіцера — відповідального представника колоніальної служби. Особовий склад був набраний з місцевих мешканців, що повинно було зменшити вартість утримання військових сил в цій частині імперії. 1921 року територія була офіційно проголошена монархією на чолі з еміром Абдаллою І з династії хашимітів, що раніше панувала в Хіджазі. Аби затвердити свої претензії на владу серед войовничих племен, які конкурували між собою, особливо серед бедуїнів, молода держава потребувала військової допомоги, за якою Абдалла звернувся до британського уряду. Велика Британія дала згоду на збільшення мобільного підрозділу на чолі з Фредеріком Піком відповідно до військових потреб Абдалли. З 1921 по 1923 роки підрозділ було реформовано у підсилений батальйон і використано для придушення низки племінних повстань по всій країні. 1922 року іхвани Абдель-Азіза ібн Сауда, що прагнули розширити територію впливу ваххабізма, розпочали рейди до Зайордання (Трансйорданії). В Зайордання (Трансйорданію) були доправлені панцерники і літаки Королівських ВПС, які, за підтримки нового підрозділу, тимчасово зупинили спроби саудівської експансії. Командувач підрозділу, капітан Пік, мав складні стосунки з еміром. Його не задовольняв авторитарний стиль керування Абдалли і він щосили прагнув налаштувати проти нього британську владу. 1924 року він навіть наполягав, аби Абдаллу усунули з правління  Зайорданням (Трансйорданією). Емір уникнув усунення, погодившись на додаткові британські обмеження своїх повноважень.

### Легіон
1 квітня 1923 року, з нагоди вступу країни в Лігу Націй, у присутності Абдалли бін Хусейна підрозділ було офіційно перейменовано в Арабську армію (араб. الجيش العربي). Назва «Арабська» відбивала сподівання Абдалли на подальше розширення його емірату за рахунок інших арабських територій. Оскільки Пік вважав, що термін «армія» не можна застосовувати для такого невеликого підрозділу, у англомовній кореспонденції використовувалась назва «Арабський легіон» (англ. Arab Legion. На той час підрозділ складався з 1400 осіб, більша частина якого — жандармерія, що виконувала обов'язки поліції. Мобільний резерв Арабського легіону складав дві піхотні роти та два кавалерійських ескадрони. У 1924 році невизначена кількість офіцерів, звинувачених у націоналістичній змові проти монархії та британського суверенітету, була звільнена. Арабський легіон на додаток до цивільної адміністрації, слугував головним інструментом забезпечення централізованої влади в гашимітській державі, забезпечував впровадження сучасних законів та збір податків у більшій частині країни.
До 1926 р. Легіон було збільшено до 1500 осіб. Невелика кількість офіцерів була британцями, решта — місцевими. Південні кордони та прикордонні племена Трансйорданії постійно страждали від рейдів іхванів з Центральної Аравії, Неджду, проте легіон не міг забезпечити надійний захист кордонів. 1 квітня 1926 року за наказом верховного комісара Палестини для захисту зовнішніх кордонів країни були створені Трансйорданські прикордонні сили, підпорядковані Королівським ВПС. До прикордонних сил рекрутували тих, хто раніше служив у палестинській жандармерії і значною мірою вони були укомплектовані нейорданцями. Утворилася суперницька до Легіону структура, його функції були скорочені до поліційних, що не виключало, в разі потреби, залучення Легіону до охорони кордонів. Чисельність особового складу Легіону скоротилася з 1472 до 1000 осіб. Абдалла та його уряд побачили в Прикордонних силах загрозу для державної влади, оскільки вони підпорядковувались безпосередньо британській адміністрації. До цього додалася Угода 1928 року між Британією та Трансйорданією, яка передбачала, що Британія може створювати і підтримувати необхідні для захисту країни військові сили, а емір погоджується з тим, що він, без британської згоди, не має права створювати чи підтримувати такі сили. Ця реорганізація утворила проблему бедуїнських племен, оскільки наявна прикордонна служба не мала змоги регулювати традиційні набіги бедуїнів і їхні стосунки між собою.

### Пустельний Патруль
1926 року капітан Джон Глабб, що мав досвід співпраці з бедуїнськими племенами і допоміг забезпечити ефективну охорону кордонів сусіднього Іраку, був відряджений до Трансйорданії для вивчення ситуації. Свого часу для захисту іракських племен Глабб створив форти в пустелі, заснував озброєний кулеметами Південний пустельний верблюжий корпус (англ. Southern Desert Camel Corps) та ініціював систему рекрутування бедуїнів до його лав. 1930 року він став заступником командувача Арабського легіону, а роком пізніше створив мобільний пустельний підрозділ, «Пустельний патруль». На відміну від комплектації особового складу Легіону, Глабб, ґрунтуючись на попередньому іракському досвіді, набирав до Пустельного патруля виключно бедуїнів і вважав, що лише бедуїнський підрозділ може заспокоїти племена. Він залучав синів бедуїнських шейхів у Патруль, що надавало вождям племен участь у владі, служба у Патрулі була найчастіше єдиним способом задоволення потреб у продовольстві для збіднілих від постійних прикордонних сутичок кланів і суттєво збільшувала рівень життя бедуїнів. Організація Пустельного Патруля мала глибокий вплив на саму сутність Арабського легіону, після того, як Глабб очолив його замість Піка. 

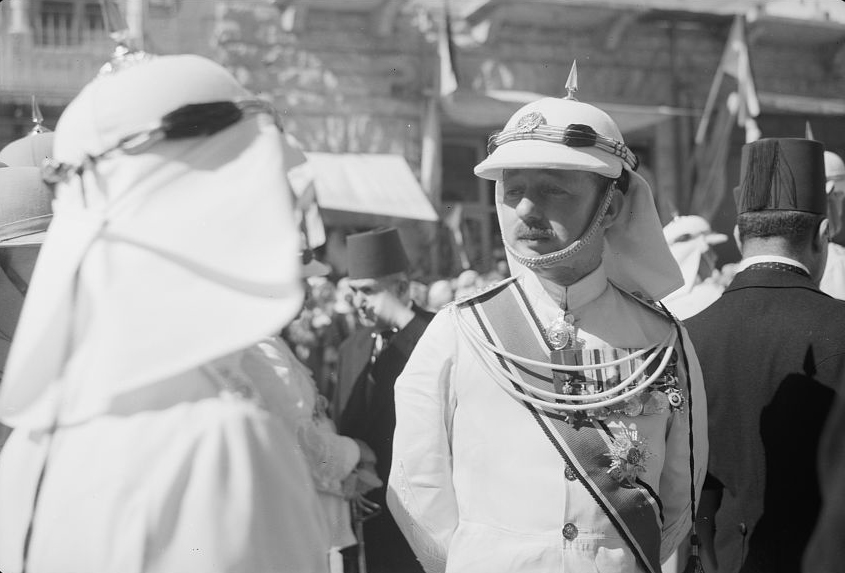
Джон Глабб у Аммані 1940 р.

 Співпраця з бедуїнами та їхня інтеграція в Пустельний Патруль була антитезою легіону, створеному Піком, що мало цікавився периферією і вважав кочові племена не більш ніж неприємністю, а тому виключив бедуїнів з Легіону, покладаючись на більш освічених і керованих сільських та осілих арабів. Пустельний патруль спочатку складався з сімдесяти вершників на верблюдах та декількох малих вантажівок з кулеметами. Бедуїни мали свою форму, сучасні рушниці та повноцінний радіозв'язок, на відміну від решти Легіону. Перші бронемашини, переобладнані з цивільних машин в Хайфі, були надані патрулю наприкінці 1930 року. У наступні роки пустельний підрозділ став механізованим. В пустелі була побудована система малих фортів, підрозділи, що їх охороняли, забезпечували швидку передачу інформації по території країни і, в разі необхідності, необхідне підкріплення. На запит Пустельного Патруля також надавалася допомога Королівськими ВПС. Такі дії дозволили до літа 1932 року повністю зупинити рейдерські напади з обох боків кордону. Завдяки запровадженим заходам і зростанню авторитета, Арабський легіон і його керівництво перейняли функції арбітра серед бедуїнських племен. Політика набору солдатів забезпечила бедуїнам чисельну більшість серед легіонерів. Це згодом призвело до формування нової йорданської ідентичності, заснованої на «бедуїнізації». Бедуїни через свої тісні соціальні зв'язки зі збройними силами стали опорою йорданської держави.

### Джон Глабб очолює Легіон
Станом на 1936 рік Легіон був розгорнутий по всій країні в невеликих фортах, а також мав резерв: два ескадрони кавалерії та 350 бійців механізованого підрозділу на автомобілях. Всі солдати були навчені і підготовлені. Під час арабського повстання 1936—1939 років в Палестині Легіон кілька разів бився з бойовиками, що проникали у Трансйорданію. В березні 1939 року загін зі 100 бойовиків, що перетнув сирійський кордон, був зустрінутий механізованим Пустельним патрулем за підтримкою британських ВПС і відступив втративши 35 осіб. У наступні кілька тижнів було припинено ще декілька невеликих вторгнень, а у квітні вже близько 200 бойовиків були розсіяні спільними діями кавалерії та механізованого патруля біля Бейт Ідіса, втративши 11 вбитими і 12 пораненими. Ця подія остаточно поклала край інфільтрації озброєних банд на трансйорданську територію.
21 березня 1936 року командування Легіоном прийняв Джон Глабб. Полковник Фредерік Пік пішов у відставку і повернувся до Британії.

## Під час Другої світової війни

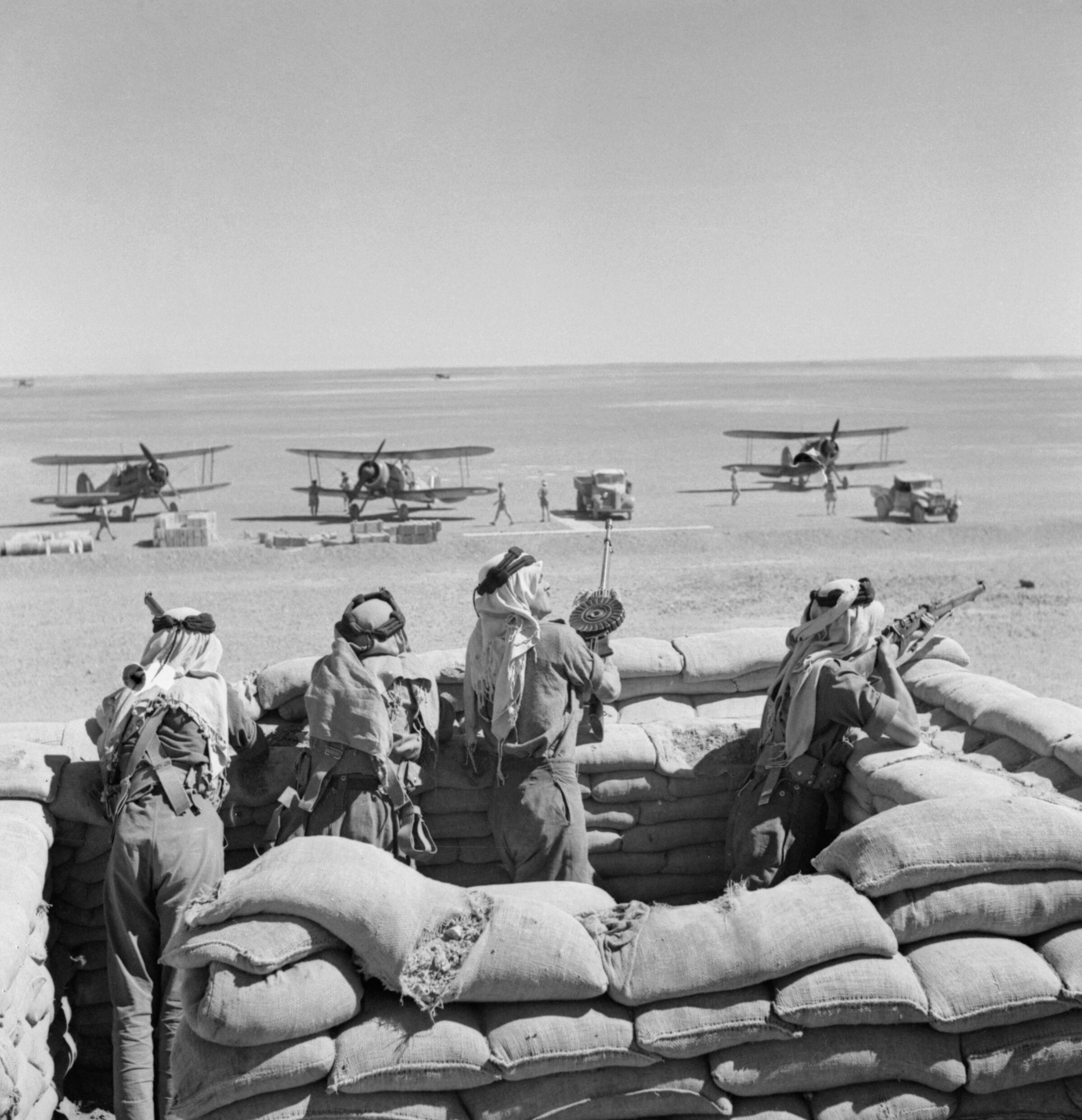
Бійці Арабського легіону на захисті аеродрому в Іраці. Травень 1941 р.

Під час Другої світової війни емір Абдалла беззастережно підтримав Велику Британію. Хоча Трансйорданію військові дії не зачепили, Механізований полк Легіону (що складався з тих самих 350 бійців механізованого патруля) був використаний в бойових операціях 1941 року в Іраку, коли там стався прогерманський військовий переворот Рашида Алі аль-Гайлані. Спочатку рейдом на північ полк перерізав залізничне сполучення Мосул-Багдад, в травні взяв участь у штурмі Багдада і на початку червня повернувся до Аммана.
В червні-липні 1941 року Легіон брав участь у сирійсько-ліванській кампанії проти вішістських французьких військ. Британська армія Хабфорс (англ. Habforce), до складу якої входив механізований полк Легіону, увійшла з території Західного Іраку до Сирії для захоплення Пальміри. 29 червня механізований полк, очолюваний Джоном Глаббом, що діяв на фланзі Хабфорс, без бою захопив Сухну, 1 липня вішісти атакували їх і намагались відбити поселення. За підтримки четвертої британської кавалерійської бригади легіонери у запеклому бою відбили атаку і отримали чималі трофеї: 80 полонених, 6 бронемашин та 12 кулеметів. Бій за Сухну був останньою операцією Легіону у Другій світовій війні.
1945 року в Легіону було 8000 солдатів, його ядро становили механізована бригада, чисельністю 3000 осіб, що була створена Глаббом з мобільних пустельних сил і мала бойовий досвід, та Пустельний Патруль, чисельністю 500 осіб. Трансйорданські прикордонні війська на цей час були повністю інтегровані до Легіону. Офіцерський склад здебільшого складався з офіцерів регулярної британської армії. Завдяки високій платні, навіть у звичайних солдатів, охочих вступити до лав Легіону було достатньо і командувачі мали значний вибір, отже рівень самовідновлення був високим.
До 1948 року Легіон мав 50 бронемашин і дванадцять артилерійських підрозділів. Глабб утворив об'єднане дивізійне командування з двох бригад, кожна з яких мала два піхотні батальйони та декілька незалежних піхотних рот. Кожному піхотному батальйону була додана рота бронемашин. Артилерія складала окремий батальйон з трьох батарей. Основну матеріальну проблему становив малий боєзапас, Глабб вважав, що його б вистачило на один невеликий бій всієї дивізії.

## Участь в арабо-ізраїльській війні 1947—1949 років
Напередодні вторгнення військ Єгипту, Йорданії, Іраку, Сирії та Лівану в новостворену Державу Ізраїль, Арабський легіон був єдиною сучасною бойовою одиницею серед інших арабських армій. Командувач об'єднаними силами, король Абдалла, до останнього сподівався на мирне приєднання арабської частини Палестини до Трансйорданії. 13 травня 1948 року він доручив Глаббу повідомити своїх партнерів по коаліції, що його Легіон прямує до Рамалли, Наблуса і Хеврона, аби взяти під контроль територію, відому згодом як Західний берег річки Йордан. Метою всіма визнаної найкращої армії арабського світу було захоплення якомога більшої частини Палестини, за розподілом ООН визначеної, як арабська, а не війна з євреями.

### Різанина в Кфар-Еціон
Чотири єврейські сільськогосподарські поселення Гуш-Еціон (блок Еціон) у Юдейських горах на південь від Єрусалима, згідно з планом розподілу Палестини були розташовані в майбутній арабській зоні. З січня 1948 року Гуш-Еціон перебував у фактичній арабській облозі, спроби пробитися до нього і з нього блокувалися арабськими добровольчими загонами і Легіоном. Напередодні закінчення британського мандату в Палестині Легіон, формально підпорядкований Британії, все частіше діяв самостійно за наказами Абдалли. Починаючи з квітня 1948 року робилося кілька спроб атакувати Гуш-Еціон, всі вони були відбиті. 12 квітня бронемашини Легіона напали на форпости одного з поселень, Кфар-Еціона, але потім відійшли. Із закінченням мандату наближався термін передіслокації британської Другої бригади з Єрусалима до Суецького каналу, нещодавно сформований 6-й полк Легіону забезпечував охорону шляхів виходу британців від можливих нападів з боку Хагани.
4 травня піхота Легіону, з бронемашинами та гарматами, за підтримки декількох британських танків знов атакували укріплення Хагани «Російський монастир», на східному краї Гуш-Еціона, але інші ключові позиції легіонерам захопити не вдалося і вони відступили. Дванадцять солдатів Хагани було вбито і тридцять поранено, втрачено декілька мінометів та кулеметів. Арабська сторона втратила кілька десятків осіб, переважно місцеву міліцію, що приєдналася до нападу.

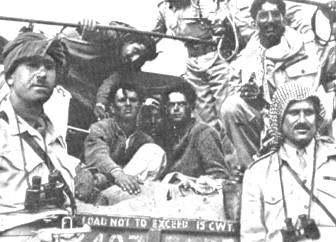
Солдати й офіцери Легіону з ізраїльськими полоненими після падіння Гуш Еціону 1948 р.

Попереднє усунення перешкоди, яку становив блок поселень Гуш-Еціон, мало полегшити захоплення району Вифлеєму-Хеврону під час майбутнього йорданського вторгнення. Командування 6-го полку, очолюваного Абдаллою Таллем, спланувало захоплення Гуш-Еціона. Напередодні бою блок поселень захищали близько п'ятисот бійців Хагани та кібуцників, озброєних гвинтівками, двома дводюймовими мінометами, одним тридюймовим мінометом, декількома середніми кулеметами та протитанковими гранатометами. Вони мали мало боєприпасів, особливо для мінометів та гранатометів. Сили атаки складалася з двох піхотних рот Легіону, роти нерегулярної Арабської визвольної армії, двох десятків бронемашин, деякі з яких мали 40-міліметрові протитанкові гармати, батареї тридюймових мінометів та декількох 57-міліметрових протитанкових гармат. Їх супроводжували понад тисячу міліціянтів.
12 травня Легіон розпочав ефективну артилерійську підготовку по зовнішнім укріпленням і будівлям найбільшого з чотирьох поселень — Кфар-Еціона. Після артпідготовки в атаку пішли бронемашини, за ними піхота. Захисники не мали відповіді на броню та артилерію Легіону і були вбиті або вигнані зі своїх позицій. Опівдні легіонери зайняли «Російський монастир» і досягли перехрестя в центрі блоку, відрізали Кфар-Еціон від інших населених пунктів і захопили посадкову смугу, через яку здійснювалось постачання припасів. Кфар-Еціон по радіо вимагав допомоги з Єрусалима, але все, що міг зробити Єрусалим, було просити британців та Червоний Хрест втрутитися. Наступного дня артилерійський і мінометний вогонь по Кфар-Еціону відновився, відповісти на нього було нічим і опівдні захисники Кфар-Еціону здалися. Їх, понад сто осіб, зібрали в центрі поселення, сфотографували і відкрили вогонь з усіх боків. Достеменно невідома кількість вбитих полонених, в живих лишилося лише чотири свідки. Решта, 106 чоловіків та 27 жінок, загинули під час бою або були вбиті після нього. Ще двадцять чотири захисники були вбиті в перший день нападу. Легіон втратив 27 вбитими, а місцеві міліціянти — 42. Згодом легіонери заперечували свою участь у різанині, покладаючи провину на місцеву міліцію, але свідки були протилежної думки. Водночас, двоє з врятованих засвідчили, що їх врятували легіонери, наприклад, радистку Хагани врятував офіцер Легіону, який застрелив двох її ґвалтівників і доправив у безпечне місце.
Падіння основного поселення блоку позбавило три інших надії на захист, трьом кібуцам не вистачало оборонців, зброї та боєприпасів, не було жодної перспективи порятунку від єврейських або британських військ. 13 травня Єврейське агентство після суперечливих перемовин з британцями та Червоним Хрестом влаштувало упорядковану здачу трьох поселень, мешканці, як військовополонені, були вивезені до Трансйорданії. Легіонери евакуювали 320 єврейських військовополонених, в тому числі жінок та дітей, на територію Трансйорданії, де вони залишалися до кінця війни у таборі для військовополонених Мафрак.

### Окупація Західного берега
14 травня 1948 року, в день проголошення Ізраїлем Декларації незалежності, близько 4500 бійців Легіону увійшли до Палестини через міст Алленбі. Король Абдалла особисто брав участь в цій події, у своїй промові перед військом він обґрунтував війну з націоналістичною риторикою та релігійною похвалою мучеництву.
Легіон на цей момент складався з двох бригад. Окрім того, готуючись до війни, йорданські вожді племен зібрали 1200 осіб нерегулярних військ на підтримку Легіону. Кожна з двох бригад Легіону, що перетнули Йордан, складалася з двох однобатальйонних полків. Кожна бригада мала дві артилерійські батареї, по чотири двадцятип'ятифунтових гаубиці в кожній. Кожен батальйон мав дванадцять-чотирнадцять бронемашин Marmon Herrington або Humber IV, озброєних 40-міліметровими гарматами. Легіон також мав кілька десятків бронемашин, озброєних кулеметами, двадцять чотири 57-міліметрові протитанкові гармати, і сорок 81-міліметрових мінометів, розподілених серед батальйонів. У другій половині травня та на початку червня дев'ять з решти «гарнізонних рот» були реорганізовані в 3-тю піхотну бригаду, що складалася з 5-го та 6-го полків. Ця бригада з двома батареями двадцятип'ятифунтових гаубиць була значною мірою немеханізованою і складалася з новобранців, переважно з селищ і міст, а не з бедуїнів, що були основою піхотних батальйонів Легіону. Танків чи літаків Легіон не мав. До травня 1949 року він налічував вже 14000 солдатів. Загалом в Легіоні було 37 британських офіцерів та 25 британських унтер-офіцерів. Британський уряд формально відкликав своїх офіцерів згідно з наказом від 30 травня 1948 р., але британці командували, як і раніше, на дивізійному, бригадному та полковому/батальйонному рівнях, вони очолювали три з чотирьох механізованих піхотних полків (1-й, 2-й, 3-й, 4-й), що існували на 15 травня 1948 року.

### Бої за Латрун

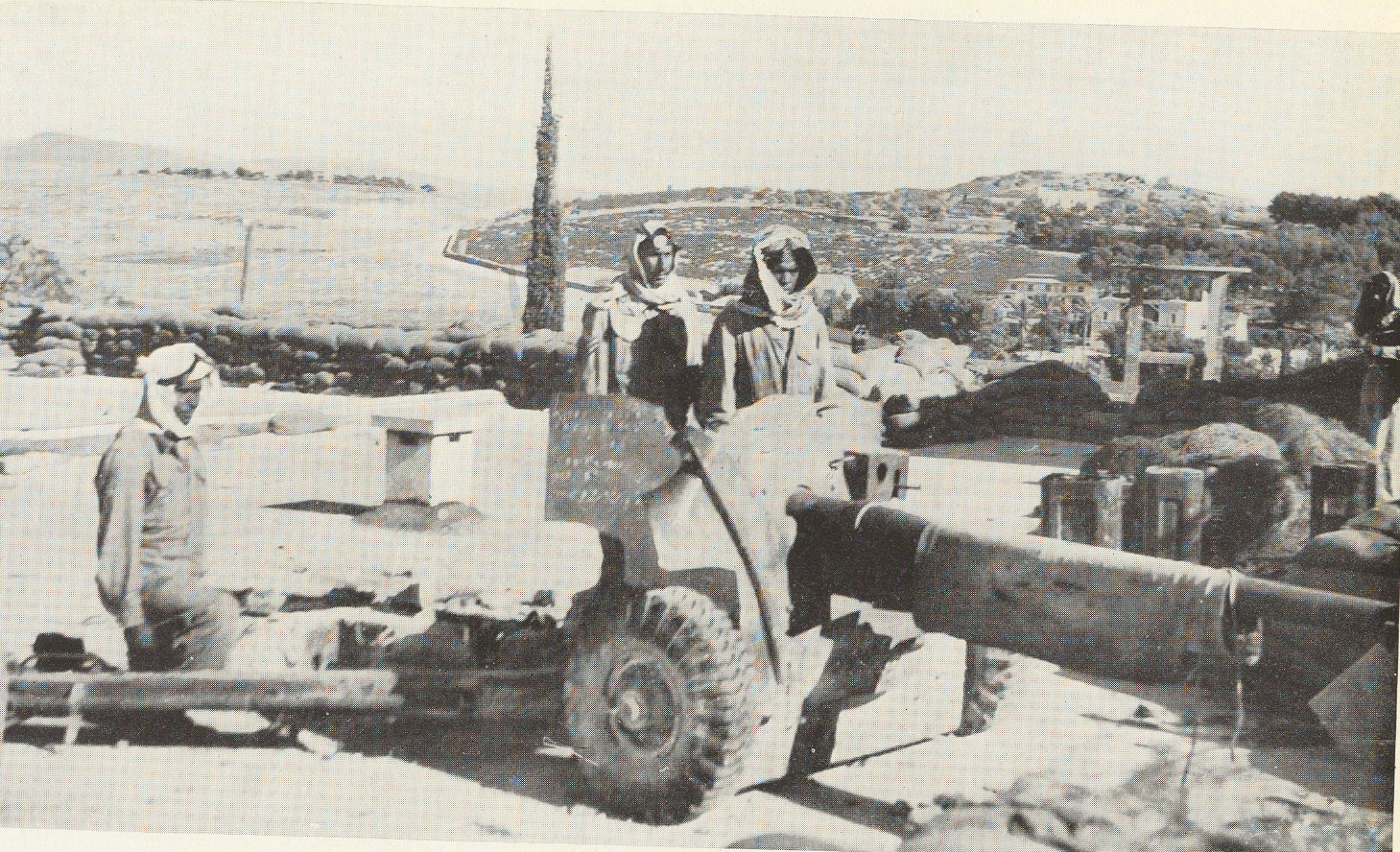
Артилерісти Арабського легіону в Латруні. 1948

14 травня 1948 року британські війська залишили, а 11-та рота Арабського легіону зайняла Латрунський монастир і поліційний форт, що панували над дорогою до Єрусалима. Вночі, з 15 по 16 травня, позицію посилили додаткові 40 легіонерів, а 17 травня до них приєднався весь 4-й полк, очолений підполковником Хадісом аль-Маджалі, майбутнім міністром оборони Йорданії. 23 травня, через перерозподіл арабських сил в Самарії Джон Глабб отримав можливість передислокувати до Латруну 2-й полк Легіону і, таким чином, цей важливий об'єкт захищала повна бригада. Легіон заблокував дорогу до Єрусалима біля Латруна. Численні штурми ізраільтян, декілька військових операцій задля розблокування дороги і відновлення зв'язку з Єрусалимом, виявилися марними, Легіон міцно тримав позиції. Для постачання до Західного Єрусалиму ізраїльтянам довелося збудувати нову, обхідну «Бірманську дорогу» і водогін. Латрун лишився під йорданським контролем до Шестиденної війни 1967 року.

### Захоплення Східного Єрусалиму
17 травня Джон Глабб отримав від Абдалли наказ окупувати Єрусалим. Це суперечило плану ООН і наказам британського уряду, але Глабб неохоче погодився здійснити інтервенцію, оскільки вважав Східний Єрусалим стратегічно важливим для захисту Західного берега. Кілька рот Легіону, підкріплені палестинським ополченням, отримали наказ напасти та захопити або взяти в облогу Єврейський квартал Старого міста. Тим часом підрозділи з блоку Еціон намагалися охопити Єрусалим з півдня, в напрямку поселення Рамат Рахель на шляху до Вифлеєму. Тільки в центрі дії Легіону мали успіх: Єврейський квартал був розташований далеко від основних сил нового міста і з усіх бокі оточений арабами. Незначний загін Пальмаху, не в змозі втримати Сіонські ворота Старого міста, 19 травня покинув свої позиції, а підрозділи 6-го полку Легіону під командуванням майора Абдалли Таля без бою їх зайняли.
Глабб викликав 3-й піхотний батальйон з Самарії і 22 травня кинув його у наступ на Старе місто з півночі, за підтримкою бронемашин, артилерії та мінометних батарей. Захисників було мало, вони були шістнадцяти-сімнадцятирічними хлопцями, але Легіон не був пристосований до міських боїв, а занадто товсті середньовічні стіни французького собору Нотр-Дам не брав артилерійський і мінометний вогонь. Штурм раз за разом захлинався.

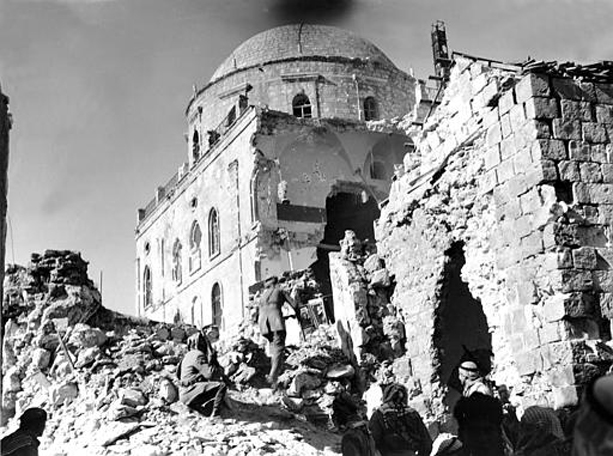
Легіонери руйнують синагогу. Єрусалим. Травень 1948 р.

Водночас у центрі, починаючи з 19 травня, 6-й полк повільно, але невпинно скорочував територію Єврейського кварталу, одну за одною руйнуючи будівлі мінометами та артилерією і щоденно пропонуючи капітуляцію. Знищення синагоги Хурва вразило захисників і підірвало їхній дух, вранці 28 травня Єврейський квартал капітулював. За умовами капітуляції 290 чоловіків, окрім важко поранених, взяли у полон. Важко поранених, старих, дітей і жінок, загалом близько 1200 осіб, супроводили до Сіонських воріт і відпустили у Західний Єрусалим. Легіон добре засвоїв урок Кфар-Еціону: легіонери не допустили вбивств і насильства, захистили полонених від натовпу, застреливши двох і поранивши декілька нападників з арабської громади. У залишеному Єврейському кварталі були розграбовані і зруйновані всі синагоги, включно Хурва, Тіферет Ісраель і чотири сефардські синагоги. Втрати Легіону під час захоплення Східного Єрусалима становили 90 вбитими та 201 пораненими.

### Втрата Лода і Рамле
Після двох місяців боїв Легіон втратив чверть свого складу. На початку липня 1948 р. Абдалла бін Хусейн наказав Легіону припинити активні дії й перейти до оборони. Верховний головнокомандувач Глабб у своїх спогадах назвав це псевдоєвропейською війною. Невдовзі ізраїльські війська взяли два великі міста, Лод і Рамле, та їх околиці. Внаслідок англо-американського ембарго на постачання зброї до Близького Сходу склався брак боєприпасів, це дуже обмежило бойову здатність Легіону, він не мав сил та ресурсів для захисту Лоду та Рамле. Таким чином, перед переважними силами Ізраїлю було віддано наказ про відступ рот Арабського легіону, що перебували в облозі в поліційних дільницях Лоду і Рамле, до Латруна. Втрата цих міст була важким ударом для морального духу війська і стратегічною проблемою, оскільки подвоїла довжину йорданського фронту і лишила підрозділи в Латруні в небезпечному оточенні.
Для компенсації негативних наслідків командування Легіону вирішило захопити якесь значне поселення, метою атаки було вибране село Кула, 15 км північніше Рамле. 16 липня було здійснено успішну операцію, втрати з йорданського боку становили 3 вбитих та 9 поранених, але успіх виявився тимчасовим, наступні кілька днів село декілька разів переходило з рук в руки.
Внаслідок загальноарабської поразки у війні в Лізі арабських держав висловлювалося твердження, що Йорданія зрадила загальній боротьбі проти Ізраїлю. Глабб, зокрема, був зображений як британський агент. Король Абдалла бін Хусейн також покладав на Глабба відповідальність за стан справ, хоча й не звинувачував у нелояльності. Звинувачений у зраді Глабб був готовий піти у відставку, однак це призвело б до втрати британського контролю над легіоном і, за наказом Лондона, Глабб змушений був залишитися. Політичні опоненти Абдалли в Сирії та Єгипті причиною поразки називали приховування зброї, наданої Легіону. Сам Глабб вважав єгиптян і палестинське керівництво під егідою Аль-Хусейні не менш ворожим до Легіону, ніж євреїв, і сподівався на їхню військову поразку. Наприкінці війни, у жовтні 1948 р., Легіон насильницьким чином оточив і роззброїв палестинських добровольців Армії священної війни (араб. جيش الجهاد المقدس) на Західному березі.
Тим не менш, британська і йорданська влада оцінили дії Легіону позитивно, мінімальної мети війни — окупації великих частин Західного берега — було досягнуто. Під контроль Йорданії потрапив Східний Єрусалим.

## Післявоєнний період (1949—1956)

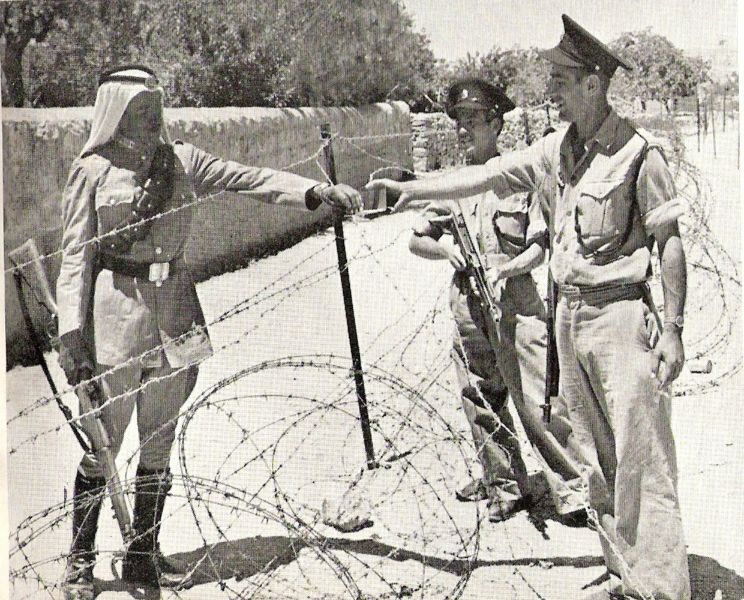
Легіонер (ліворуч) і ізраїльські поліціянти (праворуч) в Єрусалимі. 1950 р.

Невдовзі після війни йорданське керівництво започаткувало розширення військових можливостей. 1949 року склад Легіону був збільшений до 12000 осіб. Легіон мав перетворитися на регулярну армію, побудовану за британським зразком. З цією метою близько 100 британських офіцерів були призначені на командні посади. У 1950-х роках кожен другий офіцер був британцем. 1950 року Абдалла бін Хусейн заснував Королівське військове училище в Аммані.
В середині 1953 року в Легіоні з'явився дивізійний інженерний полк, що поклав початок Королівським інженерам Арабського легіону. 1954 року, коли Йорданії вдалося купити танки Charioteer та САУ Archer, був офіційно заснований Королівський танковий корпус Легіону. 1955 року були засновані Королівські ВПС.
Анексія Західного берега, головна військова мета короля в палестинській війні, одночасно становила проблеми для Легіону. У переважній більшості міські палестинці були більш технічно освіченими рекрутами, проте їхня лояльність королівській родині була сумнівною. Бедуїни, як і раніше, домінували в Легіоні, а палестинці, міські й осілі йорданські араби набиралися у допоміжні підрозділи. Часто для запобігання конфліктів та зниження морального духу доводилося створювати окремі етнічні підрозділи. Оскільки Легіон вже не міг ефективно контролювати кордон, уряд заснував Національну гвардію, що складалася з мешканців Західного берега, підготовлених та озброєних Легіоном.

## Йорданська армія
У березні 1956 року новий король Хусейн відправив Глабба у відставку. Аналогічним чином з посад були звільнені начальник штабу В. М. Гаттон, керівник розвідки Патрік Когілл та інші британські офіцери. Причиною цих дій була подвійна лояльність британців в очах політичних кіл та населення і прагнення Хусейна самостійно розпоряджатися військовими фінансами. Окрім того, йорданські офіцери-араби з націоналістичної організації «Вільні офіцери» бачили в цьому шлях для просування власної кар'єри. Арабський легіон був офіційно перейменований в армію Йорданії (араб. الجيش العربي) і став частиною йорданських збройних сил.
Попри раптовий кінець існування Легіону, військове співробітництво з британськими військовими не припинилося. 1956 року були створені державні невійськові поліційні асоціації, проте за військовими зберігалися широкі юридичні повноваження для підтримки внутрішнього порядку. Йорданська армія весь час була переважно захисником монархії і структурована задля швидкого реагування на внутрішні проблеми. Вона є незмінним міцним фундаментом, на якому побудована Йорданія, її суверенитет та національна ідентичність.